# Remigius Machura (ur. 1986)
Remigius Machura (ur. 7 stycznia 1986) – czeski lekkoatleta, kulomiot.
W 2010 został zdyskwalifikowany na dwa lata przez czeski związek lekkoatletyczny za stosowanie hormonu wzrostu. Machura nie przyznał się do winy, kara obowiązywała do 11 sierpnia 2012.

## Osiągnięcia
- złoty medal mistrzostw Europy juniorów (Kowno 2005)
- wielokrotny mistrz Czech

## Rekordy życiowe
- pchnięcie kulą – 20,00 (2010)
- pchnięcie kulą (hala) – 19,21 (2007)
- pchnięcie kulą (6,00 kg) – 20,09 (2005) juniorski rekord Czech

Jego ojciec – Remigius Machura (ur. 1960) również uprawiał pchnięcie kulą, był wieloletnim rekordzistą Czech.